# Любов, която те кара да плачеш
„Любов, която те кара да плачеш“ (на японски: いつかこの恋を思い出してきっと泣いてしまう, Itsuka kono koi o omoidashite kitto naite shimau; на английски: Love That Makes You Cry) е японски сериал, който се излъчва от 18 януари до 21 март 2016 г. по Fuji Television.

## Актьори
- Касуми Аримура – Ото Сугихара
- Кенго Кора – Рен Сода
- Мицуки Такахата – Кихоко Хината
- Такахиро Нишиджима – Асахи Ибуки
- Аой Морикава – Конацу Ичимура
- Кентаро Сакагучи – Харута Накаджо